# Smrt slovenske primadone
Smrt slovenske primadone (COBISS) je roman Brine Švigelj-Mérat (Brine Svit); izšel je leta 2002 pri Mladinski knjigi. Roman je bil ponatisnjen leta 2004 pri DZS v zbirki Vrhunci stoletja (Delova knjižnica, št. 14) (COBISS) in leta 2007 v zbirki Žepnice (COBISS).

## Vsebina
Roman govori o slovenski operni pevki, katere kariera na svetovnem nivoju se hitro vzpenja. Gre za 37-letno Leo Kralj, ki je poleg svoje mame Ingrid glavna protagonistka zgodbe. Lea ima skoraj vse – razen ljubezni svoje matere. In to jo počasi, a vztrajno ubija. Na enem od svojih popotovanj spozna novinarja francoskega časopisa, s katerim si postaneta vse bližja. Veliko se družita in si kasneje v obliki intervjuja, ki postaja zmeraj bolj intimen, razkrivata svoje želje in skrivnosti. Povezuje ju nemalo stvari, in vse skupaj kmalu postane več kot le prijateljstvo med moškim in žensko, postaneta povezana na duhovni ravni. Vendar Lea si bolj kot vse ostalo želi ljubezni svoje matere, ki pa je ne dobi, kljub temu da se ji trudi v vsem ustreči. Neprestano se vrača v spomin iz otroštva, ko je čutila neko povezanost z mamo in njeno ljubezen, ki je sedaj, ko je odrasla, ne more več osvojiti. Mama Ingrid je enostavno ne prenese, posredno jo krivi za svojo nesrečo v življenju in ji zavida njene uspehe. Tega ji sicer nikoli ne pove v obraz, jo pa vztrajno ignorira in odprto prezira, zaradi česar Lea na koncu umre.
Zgodba se dogaja na petih različnih krajih in ob menjavanju letnih časov. Vse skupaj se začne na jesen v Madridu, pomlad mine v Parizu, zima v Milanu in potem poletje v Sloveniji, natančneje v Sežani in kasneje v Ljubljani.